# Junior Docs
Junior Docs (eigene Schreibweise: jUNIOR DOCS) ist eine deutsche Fernsehserien des ZDF-Spartenprogramms ZDFneo. Die Doku-Serie wurde erstmals am 27. September 2012 in der Donnerstags-Prime Time um 20:15 Uhr ausgestrahlt. Ende 2013 wurde eine zweite Staffel gezeigt, eine dritte Staffel wurde nicht produziert.
Vorbild für die Serie ist BBC-Produktion Junior Doctors – Your life in their hands.

## Hintergrund
Die Serie zeigt den Berufsalltag junger Assistenzärzte in verschiedenen Hamburger Kliniken. Dabei wird Einblick in die Erstversorgung in der Notaufnahme, die Stationsarbeit, den Dienst auf dem Notarzteinsatzfahrzeug und den Operationssaal gegeben. Begleitet werden Assistenzärzte verschiedener Fachrichtungen.
In der ersten Staffel reichte das Spektrum von Rheumatologie über Gynäkologie, Anästhesie, Unfallchirurgie, Urologie und Innere Medizin bis hin zur Hals-Nasen-Ohren-Heilkunde. In der zweiten Staffel umfasste das Spektrum die Fachgebiete Herzchirurgie, Gynäkologie, Anästhesie, Unfallchirurgie, Urologie, Bauchchirurgie und Kinder- und Jugendmedizin.

## Ärzte

### Staffel 1
| Assistenzarzt             | Fachrichtung               |
| AK St. Georg              | AK St. Georg               |
| ------------------------- | -------------------------- |
| Elena Enderle             | Unfallchirurgie            |
| Maximilian „Max“ Heitmann | Unfallchirurgie            |
| Sascha Wilken             | Urologie                   |
| AK Altona                 |                            |
| Liubou Uslar              | Rheumatologie              |
| Benjamin Reiter           | Anästhesie                 |
| Ferhat Tek                | Hals-Nasen-Ohren-Heilkunde |
| Michèle Ohland            | Gynäkologie                |
| AK Barmbek                |                            |
| Jasmin Naderi-Wöhler      | Innere Medizin             |

### Staffel 2
| Assistenzarzt             | Fachrichtung              |
| AK St. Georg              | AK St. Georg              |
| ------------------------- | ------------------------- |
| Elena Enderle             | Unfallchirurgie           |
| Maximilian „Max“ Heitmann | Unfallchirurgie           |
| Matthias Krause           | Unfallchirurgie           |
| Friederike Schlingloff    | Herzchirurgie             |
| Sascha Wilken             | Urologie                  |
| AK Altona                 |                           |
| Benjamin Reiter           | Anästhesie                |
| AK Barmbek                |                           |
| Franziska Hemptenmacher   | Gynäkologie               |
| Robert Jenner             | Bauchchirurgie            |
| AK Nord                   |                           |
| Margarethe Broemel        | Kinder- und Jugendmedizin |

## Ausstrahlungsdaten
| Nr. (gesamt) | Nr. (Staffel) | Erstausstrahlung (ZDFneo) |
| Staffel 1    | Staffel 1     | Staffel 1                 |
| ------------ | ------------- | ------------------------- |
| 1            | 1             | 27. September 2012        |
| 2            | 2             | 27. September 2012        |
| 3            | 3             | 4. Oktober 2012           |
| 4            | 4             | 4. Oktober 2012           |
| 5            | 5             | 11. Oktober 2012          |
| 6            | 6             | 11. Oktober 2012          |
| 7            | 7             | 18. Oktober 2012          |
| 8            | 8             | 18. Oktober 2012          |
| 9            | 9             | 25. Oktober 2012          |
| 10           | 10            | 25. Oktober 2012          |
| Staffel 2    |               |                           |
| 11           | 1             | 31. Oktober 2013          |
| 12           | 2             | 31. Oktober 2013          |
| 13           | 3             | 7. November 2013          |
| 14           | 4             | 7. November 2013          |
| 15           | 5             | 14. November 2013         |
| 16           | 6             | 14. November 2013         |
| 17           | 7             | 21. November 2013         |
| 18           | 8             | 21. November 2013         |
| 19           | 9             | 28. November 2013         |
| 20           | 10            | 28. November 2013         |

## Rezeption
Vielfach wurde Junior Docs scharf kritisiert, so meinte die Berliner Zeitung am 27. September 2012 in ihrem Beitrag „JUNIOR DOCS“ AUF ZDFNEO – Wenn die Achillessehne reißt, dass es bei den vielen deutschen Vorbildern verwunderlich ist, dass ZDFneo ausgerechnet das BBC-Format Junior Doctors als solches angibt. Auch sei der Titel der Serie unpassend, da die begleiteten Ärzte nur kleinere Tätigkeiten übernehmen dürfen. Zwar würden auch dramatische Momente wie eine Lebertransplantation mit Herzstillstand gezeigt und der stressige Alltag der jungen Ärzte gezeigt, aber sie seien zu wenig in Aktion zu sehen. Nebenbei wurde auch die angehende Chirurgin Elena Enderle gerügt, die aufgrund eines Achillessehnenrisses an einer ungewöhnlichen Stelle die Wikipedia – statt den diensthabenden Oberarzt – befragte.
Auch die taz urteilte in ihrem Beitrag Ärzte-Doku-Serien im TV – Hach, der Herr Doktor eher negativ über die Serie, denn im Vergleich zur bei Vox laufenden Serie Die jungen Ärzte seien die Protagonisten noch nicht so weit in der Facharztausbildung, denn sie wiederholten immer wieder ihre Aufregung vor jedem einzelnen Schritt und dass sie noch viel lernen müssten. Auch wurde kritisiert, dass man zu sehr Klischees über den gediegenen Lebensstil der Mediziner herumreite. Dies würde auch durch schnelle Schnitte und einen poppigen Soundtrack nicht wettgemacht werden.